# Флот
Флот (от фр. flotte) — крупное объединение кораблей, судов и членов их экипажа, как правило, под единым командованием.
Мелкое объединение кораблей (речное или озёрное) обычно называют «флотилией». Командующий флотом называется «адмиралом». Главный корабль флота именуется «флагманом». Иногда по аналогии используют термин «воздушный флот», а самолёт называют «воздушным судном» или «воздушным кораблём». С развитием военно-морского флота (ВМФ) и увеличением его численности слово «флот» стало также употребляться для обозначения той или иной части военно-морского флота (сил) государства (например, Флот открытого моря), в частности, оперативно-стратегического объединения военно-морских сил (например, Балтийский флот, Шестой флот ВМС США).

## Классификация флотов
Распространённой является классификация флотов по государственному или национальному признаку, например, российский, британский, французский или японский флот.
Также принято подразделять флоты по океанам и морям, например, Тихоокеанский, Балтийский, Средиземноморский или Черноморский флот. В США принято делить флоты по числам: Второй, Третий, Четвёртый, Пятый, Шестой, Седьмой флот ВМС США.
По предназначению флоты подразделяют на:
- Армейский флот[2][3][4][5];
- Атомный ледокольный флот[6][7][8];
- Военно-морской флот;
- Пассажирский флот[9]
- Рыболовецкий флот[10];
- Танкерный флот;
- Торговый флот[11];
- Научно-исследовательский флот[12];
- и другие.

## Структура флота
Наиболее разветвлённую структуру имеет военно-морской флот. Если флот целого государства возглавляется адмиралом, то флотами отдельных морей командуют вице-адмиралы. Из флота для решения тактических задач (морская операция, в том числе морской конвой, морской десант и морская блокада) может быть выделена эскадра. Так, Первая Тихоокеанская эскадра Российского флота состояла из 73 кораблей.
Помимо кораблей, структура флота подразумевает штаб флота, военно-морские базы (порты и верфи), учебные заведения по подготовке кадров для флота.

## История
Первый легендарный флот, насчитывающий свыше 1000 кораблей, собрали в беотийской гавани Авлида ахейцы под предводительством Агамемнона в ходе Троянской войны. В V в до н. э. начал формироваться древнеримский флот. Честер Старр отмечал, что его формирование как такового началось с войн Митридата против Рима, именно в ходе которых, по мнению Старра, впервые «выявилась значимость военно-морской мощи», сделавшая «содержание постоянных флотов настоятельной необходимостью».
В начале эпохи Средневековья появляется византийский флот, а в конце он сменяется османским флотом.
В 1588 году в Испании была создана Непобедимая армада, которая должна была обеспечить морской десант в Англию, однако Испанский флот (130 кораблей) потерпел поражение от Британского флота (227 кораблей) в Гравелинском сражении. С этого момента начинается талласократия Великобритании. Её власть над морями пытались оспорить разные страны. Эскадра французского флота (40 кораблей) была разгромлена британской эскадрой вице-адмирала Нельсона (33 корабля) в Трафальгарском сражении 1805 года. А в 1827 году соединённая британо-российско-французская эскадра под началом вице-адмирала Кодрингтона (27 кораблей) нанесла поражение османскому флоту (88 кораблей) в Наваринском сражении.
В годы 1-й мировой войны Германия попыталась оспорить гегемонию на мировое господство и в 1916 году произошло грандиозное Ютландское сражение с неопределённым исходом, где германский флот адмирала Шеера (99 кораблей) сразился с британским флотом адмирала Джеллико (151 корабль).
После 2-й мировой войны флоты получили дальнейшее развитие. На их вооружение поступили новые мощные средства борьбы. Совершенствовалась организационная структура, повышалась огневая мощь, ударная сила, подвижность, способность выполнения задач в условиях применения противником как обычных средств поражения, так и оружия массового поражения.

### Россия
Военно-морской флот России — вид вооружённых сил, имеющий огромную историю создания и развития, организационно состоящий из органов военного управления (приказ, адмиралтейство, генеральный штаб, министерство) и родов сил: надводных, подводных, морской авиации, береговой артиллерии (береговых ракетно-артиллерийских войск) и морской пехоты. В его состав входят также суда вспомогательного флота, части специального назначения (спецназ) и различные службы обеспечения. Кроме того в ВМФ имеются части и учреждения тыла (снабжения). Предназначен для защиты страны от противника с морских направлений.
В различные период истории России её флот носил наименования:
- Русский императорский флот;
- Рабоче-крестьянский Красный флот (РККФ);
- Военно-Морской Флот СССР (ВМФ СССР);
- Военно-Морской Флот Российской Федерации (ВМФ России).

День Военно-морского флота отмечался в СССР в последнее воскресенье июля. В Вооружённых силах Российской Федерации памятный День Военно-морского флота отмечается в ту же дату.
Исторические:
- Плавная рать
- Армейский флот (гребной)

В имперский период в России существовали следующие флоты:
- Азовский флот;
- Балтийский флот Российской империи;
- Черноморский флот Российской империи;
- Тихоокеанский флот Российской империи.

В советский период:
- Балтийский флот ВМФ СССР;
- Северный флот ВМФ СССР;
- Тихоокеанский флот ВМФ СССР;
- Черноморский флот ВМФ СССР (см. также Черноморский флот во время Великой Отечественной войны);
- Каспийская флотилия ВМФ СССР.

В современный период существуют:
- Балтийский флот ВМФ России;
- Северный флот ВМФ России;
- Тихоокеанский флот ВМФ России;
- Черноморский флот ВМФ России;
- Каспийская флотилия ВМФ России.

### США
Военно-морские силы США включают в себя такие административно-стратегические единицы, как Тихоокеанский флот США, формирующий оперативные флоты с нечётными номерами, и Командование сил флота США (бывший Атлантический флот США), формирующее оперативные флоты с чётными номерами.
Перечень действующих американских оперативных флотов:
- Третий флот ВМС США;
- Четвёртый флот ВМС США;
- Пятый флот ВМС США;
- Шестой флот ВМС США;
- Седьмой флот ВМС США.

Исторические:
- Первый флот ВМС США;
- Второй флот ВМС США;
- Великий белый флот;
- Восьмой флот ВМС США;
- Десятый флот ВМС США;
- Двенадцатый флот ВМС США;
- Азиатский флот США.